# Notburga Astleitner

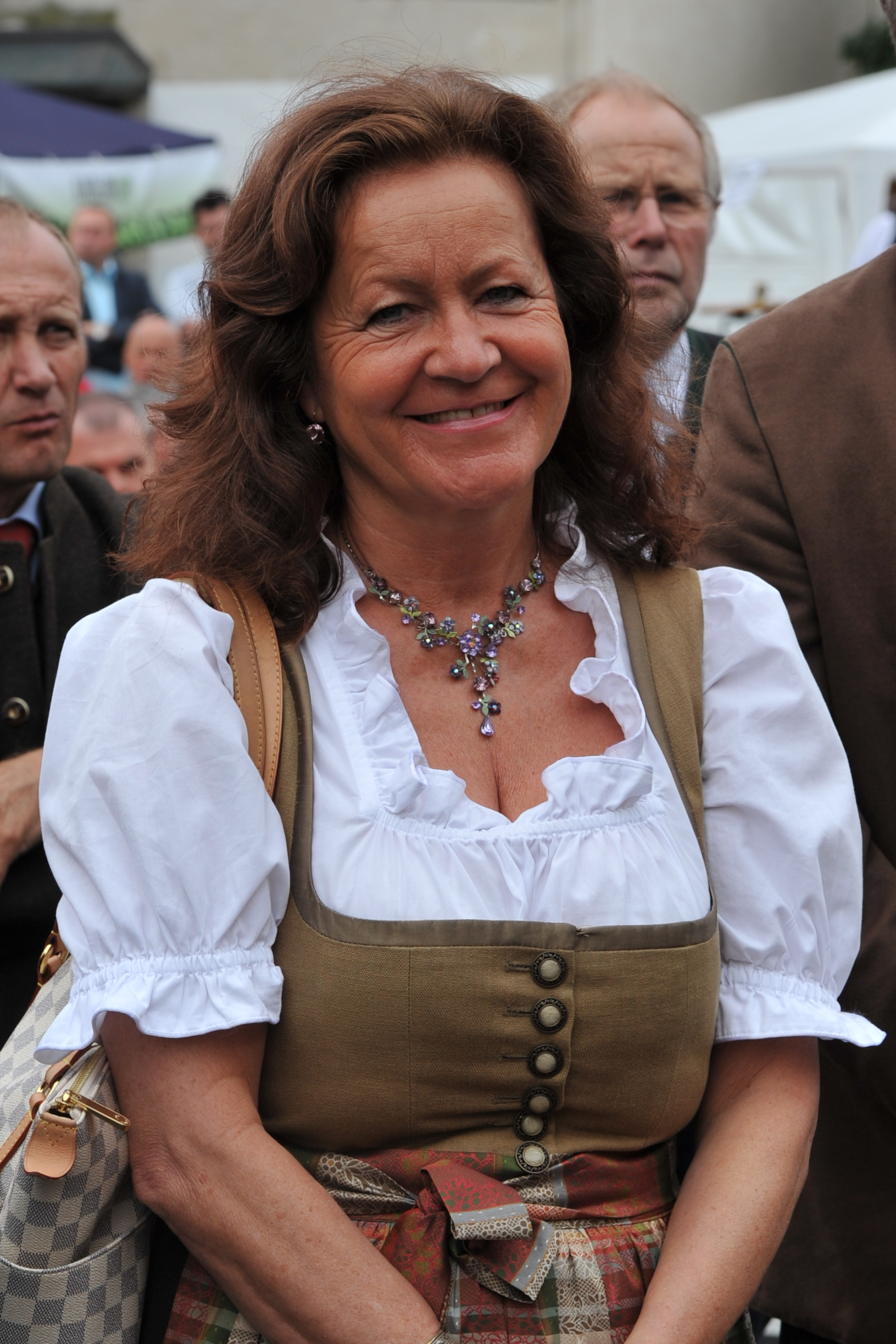
Notburga Astleitner 2012

Notburga Astleitner (* 5. Jänner 1958 in Bad Kreuzen) ist eine österreichische Politikerin (ÖVP) und Bezirksschulinspektorin. Astleitner war von Oktober 2009 bis Juli 2012 Mitglied des österreichischen Bundesrates und danach bis 2015 Abgeordnete zum oberösterreichischen Landtag.

## Ausbildung und Beruf
Astleitner besuchte von 1964 bis 1968 die Volksschule in Bad Kreuzen und im Anschluss von 1968 bis 1972 die Hauptschule in Grein. Danach absolvierte sie zwischen 1972 und 1976 das Musisch-pädagogische Realgymnasium (BORG) in Perg und studierte danach von 1976 bis 1979 Lehramt für Hauptschulen in den Fächern Deutsch und Geschichte an der Pädagogischen Akademie des Bundes in Oberösterreich. In der Folge war sie von 1979 bis 2004 als Hauptschullehrerin in Waldhausen beschäftigt, 2004 übernahm sie das Amt der Bezirksschulinspektorin für den Bezirk Perg.

## Politik
Astleitner war Mitglied und Ersatzmitglied des Gemeinderates der Marktgemeinde Waldhausen und ist Mitglied des Landesparteivorstandes der ÖVP Oberösterreich. Sie hatte zudem zwischen 1998 und 2004 die Funktion der Bezirksobfrau des Christlichen Landeslehrervereines Oberösterreich (CLV) im Bezirk Perg inne und ist Mitglied des Präsidiums des CLV Oberösterreich. Astleitner vertrat die ÖVP vom 23. Oktober 2009 bis 6. Juli 2012 im Bundesrat und wechselte danach in den Oberösterreichischen Landtag.

## Auszeichnungen
2012 wurde ihr die Kulturmedaille des Landes Oberösterreich verliehen.